# نحن أيضا صنعنا تاريخ
يُعد كتاب «نحن أيضًا صنعنا تاريخ: المرأة في حركة الـ Ambedkarite – أمبيدكاريتي السياسية»، هو أول كتاب يفصل تاريخ مشاركة المرأة في حركة الـ Dalit – داليت الهندية، وهي حركة سياسية بوذية قامت بها الطبقة الدنيا في الهند، والتي كانت تعرف سابقُا باسم المنبوذين، ويشكلون ربع السكان، وذلك بقيادة (ب. ر. أمبيدكار) والذي تم نسب اسم الحركة إليه. وفي الأصل تم كتابة وتحرير الكتاب من قبل كلا (أورميلا باوار) و(ميناكشي مون)، باللغة الماراثية وهي لغة هندوأوروبية، يستخدمها المراتيون في غرب الهند، وتم نشر الكتاب في عام 1989، ثم جاءت الترجمة الإنجليزية له في عام 2008 من قبل (واندانا سونالكار).
وينقسم الكتاب إلى قسمين: الأول هو تحليل تاريخي لمشاركة المرأة ودورها في حركة أمبيدكاريتي، والتاريخ النضالي السابق لطبقة الداليت في القرن العشرين، فيما يتضمن الجزء الثاني من الكتاب مقابلات وسيرة ذاتية موجزة لـ45 امرأة من نساء طبقة الداليت. ومن بين هؤلاء النساء راما باي أمبيدكار، الزوجة السابقة للمُصلح الاجتماعي وزعيم المنبوذين (بيمراو رامجي أمبيدكار) المُلقب بأبي الدستور الهندي، وقائد حركة أمبيدكاريتي، وسولوتشانابي دونغر، رئيسة مؤتمر المرأة عند تأسيس اتحاد عموم جميع الطوائف الهندية في عام 1942، وشاخباي موهيت التي انتُخبت رئيسة جمعية نساء عموم الهند البوذية في عام 1956، بعد أن انضمت إلى حركة أمبيدكاريتي في التحول إلى البوذية كاحتجاج على النظام الطبقي الهندوسي.
ويوصف هذا الكتاب بأنه «كنز لدراسات حركة النضال لطبقة الداليت والحركة النسوية فيها» ويوضح قضايا حاسمة مفتوحة في «التأريخ النسوي، دون اللجوء إلى المفاهيم النظرية المجردة».